# Майський (зупинний пункт)
Майський (біл. Майскі) — зупинний пункт Мінського відділення Білоруської залізниці в Пуховицькому районі Мінської області. Розташований у селі Блужа; на лінії Осиповичі I — Мінськ-Пасажирський, поміж зупинними пунктами Веселовський і Блужа.